# Soft On Demand
Soft On Demand (SOD) est une société regroupant plusieurs studios de production de films et de vidéos pornographiques au Japon. Cette société, une des plus importantes dans son domaine au Japon, est réputée pour produire les films les plus créatifs au monde. Créée au mois de décembre 1995 par Ganari Takahashi.
Parmi leurs concepts de films les plus populaires, on trouve des parodies de jeux télés, des CFNM (pour "Clothed Female, Naked Male", où plusieurs actrices habillées examinent et jouent avec le pénis d'un homme), des actrices sous hypnose, des sportives ou musiciennes exerçant leur art nues en public comme si de rien n'était, des activités d'entreprise avec jeux sexuels dont les participants sont des pseudo-employé(e)s de SOD, mais également des concepts plus extrêmes tels que des simulations de viol dans des transports publics. Une de leurs vidéos parue en mai 2006, 500 Person Sex (500人SEX), met en scène 250 couples ayant des rapports sexuels (indépendamment les uns des autres mais dans la même pièce) et de manière totalement synchronisée. Ce film original a valu à la firme une certaine publicité sur les sites spécialisés occidentaux et un prix spécial du jury lors de l'AV Open 2006.

## Données sur le groupe

### Trésorerie
En 2007, sous la présidence de Chie Sugawara (菅原 千恵), la société emploie 124 employés. Son capital est de 100 millions de yens (environ €825.000). Le chiffre d'affaires pour l'année fiscale se terminant au 31 mars 2007 se monte à 13,5 milliards de yens (environ €107,2 millions) pour un bénéfice de 900 million de yens (environ €74,2 millions). Sod a connu une croissance rapide depuis son origine. Ses ventes qui avoisinaient les 300 millions de yens (environ €2,5 millions) en 1996 se portent à 1,5 milliard (environ €1,2 milliard) en 1996, puis à 4,1 milliards (environ €3,4 millions) en 2000 pour atteindre 7,8 milliards (environ €64,3 millions) en 2003 et 9 milliards de yens (environ €74,1 millions) en 2005 (exercice clos en mars 2006). Malgré cette croissance rapide, les ventes de SOD se sont ralenties du fait de la naissance d'un autre grand producteur de films pornographiques et rival de Soft On Demand, Hokuto Corporation, qui a absorbé un certain nombre de studios auparavant dans le giron de SOD.

### Production
SOD met sur le marché plus de 1.000 titres par an sur DVD ou vidéos. Par ailleurs, SOD travaille avec d'autres firmes produisant des vidéos/films non pornographiques. C'est ainsi que le groupe (Zaibatsu ((財閥; ざいばつ= propriété) est devenu un conglomérat dont l'activité principale reste la production et la commercialisation de vidéos réservées aux adultes. À côté de toutes ces activités, la société vend des préservatifs, des lotions lubrifiantes,,, des jeux sur PC (jeux basés sur des Hentais et animes), des films non pornographiques ou destinés à la télévision et des photos d'actrices de films pornographiques. SOD coopère avec Shōgakukan pour produire des films d'animation destinés aux enfants. SOD délègue une partie de sa production à des sociétés du groupe comme SOD Create (fabrication des vidéos) et SOD Artworks (emballage et décoration).

### STOP! STD
Il y a quelques années, SOD a été à l'origine d'une publicité destinée à attirer l'attention du public japonais sur les maladies sexuellement transmissibles (MST) et à promouvoir l'utilisation du condom. Ce programme, intitulé, STOP! STD, fait appel à l'actrice Nana Natsume comme porte-parole.

### AV Open & AV Awards
De 2002 à 2006, SOD sponsorise les SOD AV Awards, une cérémonie annuelle au cours de laquelle sont remis des prix destinés à récompenser les actrices, les réalisateurs et, plus généralement, tous ceux qui ont contribué au succès d'une production du groupe SOD. En 2006, la société sponsorise également, en partenariat avec le magazine Tokyo Sports, l'AV Open, un concours plus ambitieux dans lequel pas moins de seize producteurs entrent en compétition pour un prix de 25 millions de yens (environ 200 000 €). Le gagnant est celui qui aura vendu le plus de vidéos parmi celles figurant au concours.
Dès le deuxième concours (auquel participent 19 firmes), SOD remporte largement le prix. Cependant, il s'est révélé que Soft On Demand a elle-même acheté, sur ses fonds propres, des centaines de ses productions. SOD est disqualifiée et l'AV Open discrédité. Il sera remplacé l'année suivante par l'AV Grand Prix décerné par le groupe Hokuto Corporation.

## Sociétés composant le conglomérat SOD
Celle liste est arrêtée au mois de décembre 2008.
- SOD Create (SODクリエイト)
- Deep's (ディープス) （ralliée en octobre 1999）　Site de la société
- Natural High (ナチュラルハイ) (ralliée en août 1999）　Site de la société
- IEnergy (アイエナジー) （ralliée en décembre 2000）　Site de la société
- Hibino (ヒビノ) (ralliée en septembre 2002）　Site de la société
- SugarBOY (シュガーボーイ) （ralliée en décembre 2002）- produit des vidéos d'animation
- V&R Products (V&Rプロダクツ) （ralliée en avril 2004）　Site de la société
- Cutie & Honey (シーアンドエイチ)
- Ifrit (イフリート) （ralliée en juin 2005）　Site de la société
- Akinori (AKNR) (アキノリ) （ralliée en janvier 2006）　Site de la société
- DANDY （ralliée en août 2006）　Site de la société
- WOMAN （ralliée en septembre 2006）　« Site de la société »(Archive.org • Wikiwix • Archive.is • Google • Que faire ?) (consulté le 12 avril 2013)
- eighteen (ralliée en novembre 2006) Site de la société
- LADY×LADY (ralliée en janvier 2007）　Site de la société Blog Officiel Blog (en japonais)
- Hunter Site de la société
- Garçon Site de la société
- Sadistic Village Site de la société
- Rocket « Site de la société »(Archive.org • Wikiwix • Archive.is • Google • Que faire ?)
- Pureness Planet (ピュアネスプラネット) Site de la société

## Sociétés ayant quitté le conglomérat Soft On Demand
- Wanz Factory
- Sandwich
- Aroma Planning (アロマ企画) (fait présentement partie du groupe Hokuto Corporation)
- GLAY'Z
- Dogma (ドグマ) （ralliée en avril 2001, fait présentement partie du groupe Hokuto Corporation)
- Mamedou (忠実堂) （ralliée en décembre 2001）
- Hajime-Kikaku (はじめ企画) （ralliée en avril 2002, fait maintenant partie du groupe Hokuto Corporation)
- Hand Made Vision (anciennement Dash) (ハンドメイドビジョン) (ralliée en novembre 2002）　Site de la société
- Shima Planning (志摩プランニング) （ralliée en décembre 2002）　« Site de la société »(Archive.org • Wikiwix • Archive.is • Google • Que faire ?) (consulté le 12 avril 2013)
- Oh-Tees (オーティス) (ralliée en juin 2003)
- Kaimasaaki (甲斐正明事務所) （ralliée en janvier 2005, a changé son nom pour celui de Bullitt (株式会社ブリット) en Janvier 2006）　Site de la société